# 王元建
王元建（？—？），字欽哉，順天府大兴县人，明末官員。崇禎十年進士。

## 生平
崇祯六年（1633年）癸酉科順天鄉試第二十七名舉人，崇祯十年（1637年）丁丑科會試第二百二十四名，廷試三甲一百三十八名進士。户部观政，十一年二月授山西汾阳知县，十二年调恩县。

## 家族
曾祖王相；祖王应奎，锦衣卫百户；父王之玺，徵仕郎中书舍人。